# Консуалії
Консуалії (лат. Consuales Ludi, лат. Consualia) — давньоримські свята та ігри на честь бога Конса.
За легендою, засновником свята був Ромул, він нібито знайшов у землі вівтар, присвячений богові. Саме під час проведення консуалій римляни вкрали сабінянок . Свята відкривалися щорічно у Circus Maximus символічною церемонією відкриття вівтаря, присвяченого богу. Урочистості починалися 21 серпня кінними перегонами і гонками на колісницях . Під час свят коні й мули не використовувалися в роботах і прикрашалися гірляндами та квітами.